# Saison 1940-1941 de l'Associação Académica de Coimbra
Maillots
Dernière mise à jour : 22 mai 2014.
Chronologie
Saison précédente Saison suivante
La saison 1940-1941 est la septième saison du club des étudiants en championnat du Portugal de I Divisão. Après avoir gagné le championnat de l'AF Coimbra, l'Académica participe au championnat du Portugal dont il termine à la cinquième place.
Le club est éliminé au second tour de la coupe du Portugal.
Le hongrois Lipo Hertzka, triple champion du Portugal avec Benfica (1936, 1937, 1938), devient entraineur de la Briosa.

## Effectif
En cette nouvelle saison aucune arrivée majeure n'est à remarquer, par contre au niveau des départs l'Académica déplore l'arrêt de carrière de son gardien Tibério (Tibério Barreira Antunes) et de son buteur Rui Cunha (Salviano Rui de Carvalho Cunha e Costa).
Effectif des joueurs de l'Académica de Coimbra lors de la saison 1940-1941.

## Les rencontres de la saison

### Campeonato de l'AF Coïmbra
Sans grande opposition l'Académica remporte son douzième titre d'affilée.
| Date | Journée | Adversaire          | Lieu | Score | Buteurs de l'AAC | Class. | Public |
| ---- | ------- | ------------------- | ---- | ----- | ---------------- | ------ | ------ |
| -    | -       | Anadia FC           | -    | -     | -                | -      | -      |
| -    | -       | Naval 1º de Maio    | -    | -     | -                | -      | -      |
| -    | -       | CF União de Coimbra | -    | -     | -                | -      | -      |
| -    | -       | CF Santa Clara      | -    | -     | -                | -      | -      |
| -    | -       | SC Conimbricense    | -    | -     | -                | -      | -      |
| -    | -       | Anadia FC           | -    | -     | -                | -      | -      |
| -    | -       | Naval 1º de Maio    | -    | -     | -                | -      | -      |
| -    | -       | CF União de Coimbra | -    | -     | -                | -      | -      |
| -    | -       | CF Santa Clara      | -    | -     | -                | -      | -      |
| -    | -       | SC Conimbricense    | -    | -     | -                | -      | -      |

Légende
Dom. = à domicile; Ext. = à l'extérieur; Class. = classement

### Campeonato Nacional da I Divisão
Après avoir remporté son 9e championnat de l'AF Coimbra d'affilée, l'Académica fait comme à son habitude un mauvais début de saison. S'inclinant lors des quatre premières rencontres à trois reprises et obtenant un nul face aux nouveaux venus du CF Os Unidos. À noter les deux matchs nuls face à deux des "trois grands" que sont : le SL Benfica (2-2) et surtout face au champion en titre, le FC Porto (3-3).
| Date             | Journée | Adversaire     | Lieu | Score | Buteurs de l'AAC                                                  | Class. | Public |
| ---------------- | ------- | -------------- | ---- | ----- | ----------------------------------------------------------------- | ------ | ------ |
| 29 décembre 1940 | J01     | CF Os Unidos   | Dom. | 2 - 2 | Joaquim João 32e, Peseta 59e                                      | 3e     | n.c.   |
| 1er janvier 1941 | J02     | FC Porto       | Ext. | 6 - 2 | Lemos 16e, Manuel da Costa 38e                                    | 8e     | n.c.   |
| 5 janvier 1941   | J03     | Sporting CP    | Dom. | 3 - 5 | Lemos 31e et 38e, Armando 40e                                     | 7e     | n.c.   |
| 19 janvier 1941  | J04     | Boavista FC    | Ext. | 2 - 1 | Peseta 10e                                                        | 8e     | n.c.   |
| 26 janvier 1941  | J05     | Os Belenenses  | Dom. | 3 - 2 | Lemos 38e et 70e, Peseta 61e                                      | 6e     | n.c    |
| 2 février 1941   | J06     | FC Barreirense | Ext. | 3 - 2 | Lemos 1re et 17e                                                  | 6e     | n.c.   |
| 9 février 1941   | J07     | SL Benfica     | Dom. | 2 - 2 | Lemos 21e, Manuel da Costa 57e                                    | 6e     | n.c.   |
| 16 février 1941  | J08     | CF Os Unidos   | Ext. | 2 - 3 | Lemos 36e, 75e et 88e                                             | 5e     | n.c.   |
| 2 mars 1941      | J09     | FC Porto       | Dom. | 3 - 3 | Peseta 30e, 58e, Faustino 89e                                     | 6e     | n.c.   |
| 9 mars 1941      | J10     | Sporting CP    | Ext. | 7 - 1 | Nini 20e                                                          | 6e     | n.c.   |
| 23 mars 1941     | J11     | Boavista FC    | Dom. | 6 - 0 | Alberto Gomes 16e et 30e, Micael 28e, Peseta 75e et 76e, Nini 88e | 6e     | n.c.   |
| 30 mars 1941     | J12     | Os Belenenses  | Ext. | 2 - 0 | -                                                                 | 6e     | n.c    |
| 2 avril 1941     | J13     | FC Barreirense | Dom. | 4 - 2 | Peseta 2e et 65e, Nini 25e, Alberto Gomes 69e                     | 5e     | n.c.   |
| 6 avril 1941     | J14     | SL Benfica     | Ext. | 3 - 0 | -                                                                 | 5e     | n.c.   |

Légende
Dom. = à domicile; Ext. = à l'extérieur; Class. = classement

### Taça de Portugal
Après un premier tour face au Leça FC, largement remporté, 11 buts à 4 sur l'ensemble des deux matchs. La Briosa se voit opposé au Os Belenenses, qui a terminé 3e du championnat national. Les joueurs de Lippo Hertzka, s'inclinent lourdement (5-1) chez les lisboètes lors du match aller. Le match retour n'est pas plus glorieux, malgré la volonté de l'entraîneur « académiste » qui aimerait entraver la bonne marche de son ancien club. Malheureusement ses joueurs s'inclinent à nouveau (2-0) ouvrant la voie aux joueurs d'Os Belenenses vers leur seconde finale d'affilée.
| Date        | Tour        | Adversaire    | Lieu | Score | Buteurs de l'AAC                                     | Public |
| ----------- | ----------- | ------------- | ---- | ----- | ---------------------------------------------------- | ------ |
| 4 mai 1941  | 1/8e Aller  | Leça FC       | Dom. | 2 - 2 | Armando (1), Alberto Gomes (1)                       | n.c.   |
| 11 mai 1941 | 1/8e Retour | Leça FC       | Ext. | 2 - 9 | Armando (4), Alberto Gomes (3), Nini (1), Micael (1) | n.c.   |
| 18 mai 1941 | 1/4 Aller   | Os Belenenses | Ext. | 5 - 1 | Nini (1)                                             | n.c.   |
| 25 mai 1941 | 1/4 Retour  | Os Belenenses | Dom. | 0 - 2 | -                                                    | n.c.   |

## Statistiques

### Statistiques collectives
| Compétition      | Débute au tour | Place ou tour final | Matches joués | Gagnés | Nuls | Perdus | Buts pour | Buts contre | Différence |
| AF Coïmbra       | -              | 1er                 | -             | -      | -    | -      | -         | -           | -          |
| I Divisão        | 1re Journée    | 5e                  | 14            | 4      | 3    | 7      | 32        | 41          | -9         |
| Taça de Portugal | 1/8e de finale | 1/4 de finale       | 4             | 1      | 1    | 2      | 12        | 11          | +1         |
| Total            | -              | -                   | 18            | 5      | 4    | 9      | 44        | 52          | -8         |

### Statistiques individuelles
Ce tableau récapitule l'ensemble des statistiques des joueurs dans les différentes compétitions disputées lors de la saison 1940-41 (hors matches amicaux et championnat de l'AF Coimbra).
| Nat. | Nom                | Campeonato Nacional da I Divisão | Campeonato Nacional da I Divisão | Campeonato Nacional da I Divisão | Campeonato Nacional da I Divisão | Taça de Portugal | Taça de Portugal | Taça de Portugal | Taça de Portugal | Total | Total       | Total  | Total        |
| Nat. | Nom                | M.j.                             | But inscrit                      | Averti                           | Carton rouge                     | M.j.             | But inscrit      | Averti           | Carton rouge     | M.j.  | But inscrit | Averti | Carton rouge |
|      | Nini               | 14                               | 3                                | -                                | -                                | 4                | 2                | -                | -                | 18    | 5           | -      | -            |
|      | Portugal           | 14                               | 0                                | -                                | -                                | 4                | 0                | -                | -                | 18    | 0           | -      | -            |
|      | Octaviano          | 14                               | 0                                | -                                | -                                | 4                | 0                | -                | -                | 18    | 0           | -      | -            |
|      | Lemos              | 13                               | 11                               | -                                | -                                | 2                | 0                | -                | -                | 15    | 11          | -      | -            |
|      | Lomba              | 11                               | 0                                | -                                | -                                | 4                | 0                | -                | -                | 15    | 0           | -      | -            |
|      | Peseta             | 13                               | 9                                | -                                | -                                | 1                | 0                | -                | -                | 14    | 9           | -      | -            |
|      | Faustino           | 14                               | 1                                | -                                | -                                | 0                | 0                | -                | -                | 14    | 1           | -      | -            |
|      | Vasco              | 9                                | 0                                | -                                | -                                | 4                | 0                | -                | -                | 13    | 0           | -      | -            |
|      | Alberto Gomes      | 7                                | 3                                | -                                | -                                | 4                | 4                | -                | -                | 11    | 7           | -      | -            |
|      | Micael             | 6                                | 1                                | -                                | -                                | 4                | 1                | -                | -                | 10    | 2           | -      | -            |
|      | César Machado      | 8                                | 0                                | -                                | -                                | 2                | 0                | -                | -                | 10    | 0           | -      | -            |
|      | José Maria Antunes | 6                                | 0                                | -                                | -                                | 2                | 0                | -                | -                | 8     | 0           | -      | -            |
|      | Manuel da Costa    | 6                                | 2                                | -                                | -                                | 0                | 0                | -                | -                | 6     | 2           | -      | -            |
|      | Armando            | 3                                | 1                                | -                                | -                                | 2                | 5                | -                | -                | 5     | 6           | -      | -            |
|      | Acácio             | 5                                | 0                                | -                                | -                                | 0                | 0                | -                | -                | 5     | 0           | -      | -            |
|      | Veloso             | 4                                | 0                                | -                                | -                                | 1                | 0                | -                | -                | 5     | 0           | -      | -            |
|      | Redondo            | 1                                | 0                                | -                                | -                                | 3                | 0                | -                | -                | 4     | 0           | -      | -            |
|      | Mário Reis         | 0                                | 0                                | -                                | -                                | 3                | 0                | -                | -                | 3     | 0           | -      | -            |
|      | Joaquim João       | 2                                | 1                                | -                                | -                                | 0                | 0                | -                | -                | 2     | 1           | -      | -            |
|      | Larzen             | 2                                | 0                                | -                                | -                                | 0                | 0                | -                | -                | 2     | 0           | -      | -            |
|      | Nana               | 2                                | 0                                | -                                | -                                | 0                | 0                | -                | -                | 2     | 0           | -      | -            |

Légende
Nat. = nationalité; M.j. = match(s) joué(s)

### Statistiques buteurs
Ce tableau récapitule l'ensemble des statistiques des buteurs dans les différentes compétitions disputées lors de la saison.
| Place   | Nom             | Campeonato Nacional da I Divisão | Taça de Portugal | TOTAL des BUTS |
| 1       | Lemos           | 11 buts                          | 0 but            | 11 buts        |
| 2       | Peseta          | 9 buts                           | 0 but            | 9 buts         |
| 3       | Alberto Gomes   | 3 buts                           | 4 buts           | 7 buts         |
| 4       | Armando         | 1 but                            | 5 buts           | 6 buts         |
| 5       | Nini            | 3 buts                           | 2 buts           | 5 buts         |
| 6       | Manuel da Costa | 2 buts                           | 0 but            | 2 buts         |
| 7       | Micael          | 1 but                            | 1 but            | 2 buts         |
| 8       | Faustino        | 1 but                            | 0                | 1 but          |
| 9       | Joaquim João    | 1 but                            | 0                | 1 but          |
| Détails | 9 buteurs       | 32 buts                          | 12 buts          | 44 BUTS        |